# Вигляш
Вигляш (на словашки: Vígľaš) е село в Банскобистришки край, централна Словакия. Населението му е около 1697 души (2011).
Разположено е на река Слатина, на 14 km източно от град Зволен. Край селото, намиращо се на 385 m надморска височина в затворена котловина, е измерена най-ниската температура в страната – -41 °C. Първите писмени сведения за Вигляш са от 1393 година.
Населението му е 1620 жители (по приблизителна оценка от декември 2017 г.).